# Persone di nome Kenneth/Calciatori
| Questa pagina contiene informazioni ricavate automaticamente dalle voci biografiche con l'ausilio del template Bio e di un bot. L'aggiornamento è periodico e automatico e ricostruisce completamente la pagina. Se manca una persona in questa lista, sei pregato di non aggiungerla, ma accertati piuttosto che la sua voce biografica contenga il template Bio e che i dati anagrafici siano correttamente compilati. Se il template Bio manca, inseriscilo tu stesso o, in alternativa, metti l'avviso {{tmp\|Bio}} che ne segnala la mancanza. Se i dati riportati sono sbagliati, correggi direttamente la voce biografica; le modifiche saranno visibili in questa lista entro pochi giorni. Per chiarimenti vedi il progetto antroponimi. La lista contiene solo le 54 persone che sono citate nell'enciclopedia e per le quali è stato implementato correttamente il template Bio. Pagina aggiornata al 16 ott 2024. |

Questa è una lista di persone presenti nell'enciclopedia che hanno il nome Kenneth e sono calciatori.

## A(1)
- Kenneth Asamoah, ex calciatore ghanese (Accra, n. 1988)

## B(2)
- Kenny Brown, ex calciatore inglese (Barking, n. 1967)
- Kenny Burns, ex calciatore scozzese (Glasgow, n. 1953)

## C(4)
- Kenneth Chipolina, calciatore gibilterriano (Gibilterra, n. 1994)
- Kenneth Cicilia, ex calciatore olandese (Willemstad, n. 1981)
- Kenny Cooper, ex calciatore statunitense (Baltimora, n. 1984)
- Kenny Cunningham, ex calciatore irlandese (Dublino, n. 1971)

## D(4)
- Kenny Dalglish, ex calciatore, allenatore di calcio e dirigente sportivo scozzese (Glasgow, n. 1951)
- Kenny Deuchar, ex calciatore scozzese (Stirling, n. 1980)
- Kenneth Di Vita Jensen, calciatore norvegese (Hole, n. 1990)
- Kenneth Dougall, calciatore australiano (Brisbane, n. 1993)

## F(3)
- Kenneth Fabricius, ex calciatore danese (Skærbæk, n. 1981)
- Kenneth Fjelde, ex calciatore norvegese (n. 1955)
- Ken Foggo, ex calciatore scozzese (Perth, n. 1943)

## G(3)
- Ken Garraway, ex calciatore e allenatore di calcio canadese (Victoria, n. 1956)
- Ken Green, calciatore inglese (Londra, n. 1924 - Sutton Coldfield, † 2001)
- Kenneth Gustafsson, ex calciatore svedese (Göteborg, n. 1982)

## H(6)
- Ken Hawkes, calciatore inglese (Easington, n. 1933 - † 2015)
- Kenneth Hegan, calciatore inglese (Coventry, n. 1901 - Kenilworth, † 1989)
- Kenneth Høie, ex calciatore norvegese (Haugesund, n. 1979)
- Ken Horne, calciatore inglese (Burton-upon-Trent, n. 1926 - Londra, † 2015)
- Kenneth Houdret, calciatore belga (Bruxelles, n. 1993)
- Kenneth Hunt, calciatore inglese (Oxford, n. 1884 - Heathfield, † 1949)

## I(1)
- Kenneth Igboke, calciatore nigeriano (Benin City, n. 2005)

## J(1)
- Ken Jones, calciatore gallese (Aberdare, n. 1936 - Stoke-on-Trent, † 2013)

## K(2)
- Kenneth Karlsen, ex calciatore norvegese (Drammen, n. 1973)
- Kenneth Kvalheim, calciatore norvegese (n. 1977)

## L(1)
- Kenneth Løvlien, ex calciatore norvegese (n. 1978)

## M(4)
- Kenneth McEvoy, calciatore irlandese (Waterford, n. 1994)
- Kenny McLean, calciatore scozzese (Rutherglen, n. 1992)
- Kenneth Monkou, ex calciatore olandese (Nickerie, n. 1964)
- Kenneth Muguna, calciatore keniota (Kisumu, n. 1996)

## O(4)
- Ken Oman, ex calciatore irlandese (Dublino, n. 1982)
- Kenneth Omeruo, calciatore nigeriano (Kaduna, n. 1993)
- Kenny Otigba, calciatore nigeriano (Kaduna, n. 1992)
- Ken Oxford, calciatore inglese (Oldham, n. 1929 - Nottingham, † 1993)

## P(3)
- Kenneth Paal, calciatore olandese (Arnhem, n. 1997)
- Kenny Pavey, ex calciatore inglese (Londra, n. 1979)
- Kenneth Perez, ex calciatore danese (Copenaghen, n. 1974)

## S(8)
- Kenny Saief, calciatore israeliano (Panama City, n. 1993)
- Kenny Sansom, ex calciatore inglese (Londra, n. 1958)
- Kenneth Schuermans, calciatore belga (Genk, n. 1991)
- Kenneth Scicluna, ex calciatore maltese (Pietà, n. 1979)
- Ken Shellito, calciatore e allenatore di calcio britannico (Londra, n. 1940 - Kota Kinabalu, † 2018)
- Kenneth Sørensen, ex calciatore danese (Benløse, n. 1982)
- Kenneth Stenild, ex calciatore danese (Aalborg, n. 1987)
- Kenneth Storvik, ex calciatore norvegese (Bergen, n. 1972)

## T(1)
- Kenneth Taylor, calciatore olandese (Alkmaar, n. 2002)

## V(2)
- Kenneth Vargas, calciatore costaricano (San José, n. 2002)
- Kenneth Vermeer, calciatore olandese (Amsterdam, n. 1986)

## W(3)
- Kenney Walker, calciatore statunitense (Wickliffe, n. 1988)
- Ken Waterhouse, calciatore inglese (Ormskirk, n. 1930 - Lancaster, † 2016)
- Kenny Wharton, ex calciatore, allenatore di calcio e dirigente sportivo inglese (Newcastle upon Tyne, n. 1960)

## Z(1)
- Kenneth Zeigbo, ex calciatore nigeriano (Enugu, n. 1977)